# Vitki
Um vitki (do nórdico antigo: sábio ou aquele que sabe, plural vitkar) era um feiticeiro e mago nas sociedades pagãs nórdicas. Poderiam ser homens ou mulheres, especialistas na tradição da magia rúnica, o saber das runas e capacidade de cura como curandeiros. Foi uma figura xamânica durante a Escandinávia medieval pré-cristã, às vezes comparados com profetas, ou oráculos. Os vitkar poderiam levar tatuado no peito o hugrúnar, as runas para a memória e loquacidade. Atualmente existe a figura de vitki no neopaganismo germânico.

## Sagas nórdicas
As sagas nórdicas são testemunhas de diversos métodos de feitiços rúnicos para boa fortuna e práticas em técnicas adivinhatórias que precisavam da intervenção do vitkar e völvas:
- Bjargrúnar (runas para o nascimento).
- Líknstafir e Audhstafir (marcas para a saúde).
- Málrúnar (runas da eloquência).
- Sigrúnar (runas da vitória), que se usavam gravadas sobre as prendas, artefatos ou armas. Presumidamente ofereciam vantagem em situações de risco e no campo de batalha.[4]
- Gamanrúnar (runas da alegria ou do prazer).
- Ölrúnar (runas relacionadas com o conceito rúnico Alu).[5]

Havia outros feiticeiros menos positivos mais relacionados com a necromancia e que a usavam para alterar a vida de terceiros como Myrkirstafir (marcas obscuras), Bölstafir (marcas malvadas) e Flaerstafir (marcas do infortúnio). No inglês antigo aparece o termo Beadurun (runa do conflito) que se usava de forma clandestina para desejar má fortuna. Muitas destas runas e conjuros se mencionam em Sigrdrífumál, embora não existam outras evidências medievais que respaldem a existência de tais runas mágicas.